# Teleutaea rufa
Teleutaea rufa là một loài tò vò trong họ Ichneumonidae.